# Rohrbach (Tauber)
Der Rohrbach ist ein mit seinem längeren linken Oberlauf Ortsbach ein fünf Kilometer langer linker und westlicher Zufluss der Tauber.

## Geographie

### Verlauf
Der linke Oberlauf Ortsbach des Rohrbachs entspringt östlich von Rot am See-Hegenau am Nordrand der kleinen Waldinsel Halloh. Er fließt in östlicher Richtung, die er im Wesentlichen bis zur Mündung beibehält, und durchquert den Ort Hausen am Bach. Beim Erreichen der württembergisch-bayerischen Grenze fließt der Ortsbach mit dem von rechts und Südwesten kommenden, etwa 0,9 km langen Rohrbach-Oberlauf zusammen. Kurz danach wird er der nunmehrige Rohrbach vom aus dem Nordwesten kommenden Egelsbach gespeist. Etwa 300 Meter nördlich der am Flussufer stehenden Wilhelmsmühle von Insingen mündet der Rohrbach schließlich von links in die Tauber.

### Einzugsgebiet
Der Rohrbach hat ein 9,8 km² großes Einzugsgebiet, das naturräumlich im Unterraum Östliche Hohenloher Ebene der Hohenloher und Haller Ebene liegt, 
ein nur sehr kleiner, der Quelle des Ortsbachs naher Zwickel in deren westlichem Teilstück Blaufelden-Gerabronner Ebene, überwiegend aber im östlichen Teilstück Südwestliche Rothenburger Landwehr. Ein Gebietskeil im Süden von Hausen am Bach mit der Quelle des Rohrbachs gehört zum Rothberg-Ramholz-Rücken des Unterraums Randbuchten der Frankenhöhe. Der höchste Punkt liegt am Westrand nahe Hegenau und erreicht etwa 473 m ü. NHN.
Der Norden und die Mitte des Einzugsgebietes ist recht flach, im Untergrund liegt eine dünne Schicht von Lettenkeuper (Erfurt-Formation) über verkarstetem Oberem Muschelkalk, weshalb es dort Gewässer ńur in großen Abständen oder mit wenig Durchfluss gibt. Im Süden dagegen ist der Lettenkeuper seinerseits vom in der Sedimentationsfolge höherem Gipskeuper (Grabfeld-Formation) überdeckt, dessen lehmige Schichten die Versickerung behindern. 
Außer wenigen kleinen Waldinsel und einem größeren geschlossenen Wald auf dem Rothberg-Ramholz-Rücken ist das Gebiet offen und wird fast nur ackerbaulich genutzt. Der etwas größere westliche Teil liegt im Gemeindegebiet von Rot am See, darin als einziger Ort Hausen am Bach, der mündungsnahe östliche im Gebiet der Gemeinde Insingen ist siedlungsfrei.
Im Nordwesten grenzt das Einzugsgebiet der Schandtauber an, im Norden das des Lohrbachs, im Nordosten das des Bibergrabens, im Südosten das des Seemühlgrabens, die alle ebenfalls in die Tauber münden, außer dem letzten alle unterhalb des Rohrbachs; die Brettach, deren Einzugsgebiet im Südwesten angrenzt, ist dagegen ein Zufluss der Jagst. Der in der Natur wenig prominente Abschnitt der Gesamtwasserscheide zur Brettach ist deshalb hydrologisch der bedeutendste, weil die Jagst über den Neckar zum Rhein entwässert, die Tauber dagegen über den Main. Im Karst können unterirdisch die Abflussrichtungen stark abweichen.

### Zuflüsse
Von der Quelle des Namensoberlaufs Rohrbach bis zur Mündung. Entsprechend hierarchisch eingerückt für die höheren Zuflüsse.
- (Bach aus den Wieslesäckern), von links und Südwesten
- Ortsbach (Hauptstrang-Oberlauf), von links und Westen
- Egelsbach, von links und Nordwesten
  - (Bach aus der Wolzenklinge), von links und Nordwesten
  - Hegersgraben, von rechts und Westen

### Flusssystem Tauber
- Fließgewässer im Flusssystem Tauber